# Uperoleia glandulosa
Uperoleia glandulosa és una espècie de granota que viu a Austràlia.